# Sminthopsis dolichura
Sminthopsis dolichura — вид родини сумчастих хижаків, який мешкає на південному заході Західної Австралії та південній частині Південної Австралії в посушливих і напівпосушливих лісах, чагарниках, пустках і трав'янистих пагорбах. Самиці зазвичай народжують раз на рік до восьми дитинчат. Вага: 10-21 гр.

## Загрози та охорона
На вид, ймовірно, полюють введені лисиці й коти, хоча в цілому, здається, він у безпеці. Живе у великому числі природоохоронних територій.